# Ахмадов, Умар Ахмадович
Умар Ахмадович Ахмадов (чечен. Ахмадов Ахьмадан воӀ Ӏумар; 1923, Урус-Мартан, СССР — 2003, Грозный, Чеченская Республика, Россия) — чеченский писатель, член Союза писателей СССР.

## Биография
Родился 25 октября 1927 в селении Урус-Мартан в семье религиозных людей. Его отец Ахмад был уважаемым сельским муллой, который знал и был дружен с известными тогда в Чечне религиозными авторитетами — Солса-Хаджи Яндаровым, Билу-Хаджи Гайтаевым и другими, которые также были уроженцами Урус-Мартана. Когда Умару не было еще и пяти лет, его отец вместе с другими религиозными деятелями Урус-Мартана был репрессирован.
Учился в сельской школе Урус-Мартана, но закончить не успел, был депортирован в 1944 году в Казахстан. Во время депортации, семья Ахмадовых жила в городе Мерке Джамбульской области,
где Умар окончил школу с золотой медалью, которую так и не получил, поскольку являлся спецпереселенцем. Вскоре поступил на физико-математический факультет Казахского государственного университета в городе Алма-Ата и с отличием окончил его. По направлению вернулся в город Мерке и учительствовал там до возвращения на родину.
После возвращения на родину в Грозном началась его журналистская и писательская деятельность. В 1957 году он приходит в редакцию республиканской газеты «Ленинский путь», где вырос от корреспондента до заведующего отделом культуры и быта. Затем стал главным редактором Чечено-Ингушского радио.
В 1980-х годах инструктор отдела пропаганды и агитации Чечено-Ингушского обкома КПСС.
Печатать свои произведения Умар Ахмадов начал в шестидесятые годы. Публиковался в районных и республиканских газетах, альманахах, в коллективных сборниках молодых литераторов республики. Это были в основном художественные очерки и детские рассказы, написанные с хорошим знанием предмета повествования и психологии юного читателя.
Главный след Умар оставил в чеченской литературе и театральном искусстве как мастер драматургии. Он написал более десятка пьес. Особенным успехом у зрителей и признанием режиссеров-постановщиков пользовались пьесы У. Ахмадова «Дорогая сноха», «Тетушка с хутора», «Без вины виноватый», «Шейх поневоле» и другие. Они были поставлены на сценах Чечено-Ингушского государственного театра имени X. Нурадилова и Республиканского русского театра имени М. Ю. Лермонтова в переводе на русский язык самого автора.
Спектакль по пьесе У. Ахмадова «Дорогая сноха», включенный в репертуар гастрольных поездок Республиканского русского драматического театра имени М. Ю. Лермонтова, триумфально прошел по сценам многих городов Советского Союза и был принят на «бис» в Москве и Ленинграде, Киеве и Минске, Харькове и Иванове.
В 1990-х годах ушел на пенсию, но продолжал сотрудничать в газетах, журналах, альманахах. В межвоенный период в Чечне работал ответственным секретарем газеты «Защитник Отечества», а с 2000 г. много писал и публиковался в урус-мартановской региональной газете «Маршо» и изредка — в журнале «Орга».
В 1998—2002 годах написал серию рассказов-былей о Русско-Чеченских войнах, в том числе и «Большой отец» — о трагической судьбе девочки, раненной при взрыве бомбы.
Последней среди значительных работ Ахмадова была книга-летопись об одной из ветвей тейпа Гендаргеной.
Умер в 2003 году в городе Грозном.